# Arenostola
Arenostola is een geslacht van vlinders van de familie Uilen (Noctuidae), uit de onderfamilie Acronictinae.

## Soorten
- Arenostola amseli Boursin, 1961
- Arenostola delattini Wiltshire, 1953
- Arenostola deserticola Staudinger, 1900
- Arenostola improba Staudinger, 1899
- Arenostola interlata Walker, 1857
- Arenostola modesta Staudinger, 1900
- A. phragmitidis

Egale rietboorder (Hübner, 1803)
- Arenostola pyxina Bang-Haas, 1910
- Arenostola sounkeana Matsumura, 1927
- Arenostola suzukii Matsumura, 1926
- Arenostola taurica Staudinger, 1899
- Arenostola unicolor Warren, 1914
- Arenostola zerny Schwingenschuss, 1935